# Athripsodes bessae
Athripsodes bessae är en nattsländeart som beskrevs av Malicky in Malicky och Terra 1984. Athripsodes bessae ingår i släktet Athripsodes och familjen långhornssländor. Inga underarter finns listade i Catalogue of Life.